# Национальный совет тюрков-карапапаков Украины
Всеукраинское объединение «Национальный совет тюрков-карапапаков Украины» — Всеукраинская общественная организация, которая объединяет все действующие на Украине тюрко-карапапакские организации, тюркоязычные общины и представителей тюркских народов. Учредительная Собрание — I Всеукраинский Меджлис Тюрков Карапапаков состоялась 17 июля 2012 года в Киеве. Самое большое, многочисленное и организованное тюркское общественное объединение на Украине. Имеет 23 зарегистрированных областных организаций по Украине. Основатель и первый председатель Национального Совета Тюрков-Карапапаков Украины является, Принц крови (Шат)Тюрков-карапапаков Дашгын Гюльмамедов.
Национальный Совет Тюрков-Карапапаков Украины объединяет в себе представителей тюрко-карпапакского народа, тюркоязычные общины и представителей тюркских народов с целью содействия в реализации национально-культурных интересов и гражданских прав соотечественников, в гармоничной интеграции тюрко-карапапаков в украинскую обществу, не утрачивая при этом своей национальной идентичности и самобытности, выступает за всемерное укрепление дружбы между титульным народом Украины украинцев и тюрков-карапапаков, развитие глубоких экономических, политических и культурных связей двух народов.

Общенациональный флаг тюрков-карапапаков. Одновременно официальный флаг Национального Совета Тюрков-Карапапаков Украины. Утвержден 17 июля 2012 года

Национальный Совет Тюрков-Карапапаков Украины оказывает поддержку представителям тюрко-карапапакского народа в их стремлении приобщиться к культуре, образованию, науке, к демократическим принципам и традициям Украины.

## История
Национальный Совет Тюрков-Карапапаков Украины был создан 17 июля 2012 года на учредительном съезде. Активную роль в создании Национального Совета Тюрков-Карапапаков Украины играл Организационный комитет, который был сформирован 10 декабря 2011 года Дашгыном Гюльмамедовом.
В создании Национального Совет Тюрков-Карапапаков Украины особую роль играли Дашгын Гюльмамедов, Альона Казимова, Сергей Гнатюк, Татьяна Цокало, Камран Гюльахмедов и Неймат Гюльахмедов. Председателем Национального Совета Тюрков-Карапапаков Украины была избран Дашгын Гюльмамедов.

## Цели Национального Совет Тюрков-Карапапаков Украины
Основные цели Национального Совет Тюрков-Карапапаков Украины — интеграция тюрков-карапапаков в украинское общество и их консолидация с целью сохранения национальной идентичности, восстановление и сохранение историко-культурных ценностей.
Национальный Совет Тюрков-Карапапаков Украины выступает за объединение всех этнических групп и общин тюрко-карпапакского народа под общей идеологией их тюрко-карпапакского (Черно клобукского) происхождения, основной её целью является сохранение, возрождение и развитие тюрко-карапапакской нации.

## Собрания и съезды
2011
- 20 декабря года в Киеве проведен Учредительная Собрание Учредительного Комитета Национального Совета Тюрков-Карапапаков Украины.
- 28 декабря года в Львове проведен заседание Учредительного Комитета Национального Совета Тюрков-Карапапаков Украины.

2012
- 15 января года в Львове проведен заседание Учредительного Комитета Национального Совета Тюрков-Карапапаков Украины.
- 17 июля в Киеве состоялось I Всеукраинский Меджлис Тюрков Карапапаков Украины — Учредительное Собрание Национального Совета Тюрков-Карапапаков Украины.
- 18 июля в Киеве состоялось I Заседание Президиума Национального Совета Тюрков-Карапапаков Украины.
- 23 октября в Львове состоялся Региональная Конференция Национального Совета Тюрков-Карапапаков Украины.
- 10 декабря был проведен в Чернигове I Всеукраинское Собрание Тюрко-карапапакских общин.

2013
- 7 июня в Киеве состоялось II Всеукраинское совещание Президиума Национального Совета Тюрков-Карапапаков Украины.
- 5 сентября в Чернигове состоялся I Съезд Национального Совета Тюрков-Карапапаков Украины.
- 30 сентября в Виннице состоялось Всеукраинское совещание Национального Совета Тюрков-Карапапаков Украины.

2014
- 18 марта в Киеве проводился Всеукраинское совещание Национального Совета Тюрков-Карапапаков Украины.
- 6 апреля в Виннице был проведен Собрание Учредителей Всеукраинского объединения Национальный Совета Тюрков-Карапапаков Украины.
- 8 апреля в Виннице состоялось II Съезд Национального Совета Тюрков-Карапапаков Украины.[6]

- 10 апреля в Виннице проводился расширенное заседание Президиума Национального Совета Тюрков-Карапапаков Украины.
- 23 сентября в Харькове состоялся Региональная Конференция Национального Совета Тюрков-Карапапаков Украины.

2015
- 5 января в Киеве расширенное сессия Президиума Национального Совета Тюрков-Карапапаков Украины.
- 4 марта в Анкаре состоялся Совместное заседание Президиума Национального Совета Тюрков-Карапапаков Украины и Правления Объединения Тюрков-Карапапаков Турции. Был подписан Протокол о сотрудничестве.
- 20 марта был проведен Всеукраинское совещание руководителей областных организаций Национального Совета Тюрков-Карапапаков Украины
- 28 сентября был проведен в Одессе второе Всеукраинское Собрание Тюрко-карапапакских общин.
- 10 октября в Виннице состоялось III Съезд Национального Совета Тюрков-Карапапаков Украины

2016
- 11 января в Львове состоялось Всеукраинское совещание Национального Совета Тюрков-Карапапаков Украины.
- 5 февраля в Виннице состоялось расширенное сессия Президиума Национального Совета Тюрков-Карапапаков Украины.
- 10 мая в Виннице проводился Всеукраинское совещание Национального Совета Тюрков-Карапапаков Украины.
- 3 июня в Полтаве состоялся Внеочередной III Съезд Национального Совета Тюрков-Карапапаков Украины.[7]
- 4 июня в Полтаве проводился расширенное заседание Президиума Национального Совета Тюрков-Карапапаков Украины.[8]
- 14 июня в Виннице состоялось Конференция посвященный политическому ситуацию на востоке Украины
- 28 июля был проведен в Харькове третье Всеукраинское Собрание Тюрко-карапапакских общин
- 15 августа в Киеве состоялся Внеочередной IV Съезд Национального Совета Тюрков-Карапапаков Украины

2017
- 20 января в Виннице состоялось расширенное сессия Президиума Национального Совета Тюрков-Карапапаков Украины
- 25 февраля в Киеве проводился Всеукраинское совещание Национального Совета Тюрков-Карапапаков Украины.
- 18 апреля в Одессе состоялось V Съезд Национального Совета Тюрков-Карапапаков Украины
- 11 мая в Виннице проводился расширенное заседание Президиума Национального Совета Тюрков-Карапапаков Украины.

2018
- 15 января в Виннице состоялось расширенное сессия Президиума Национального Совета Тюрков-Карапапаков Украины
- 4 сентября в Виннице состоялось VI Съезд Национального Совета Тюрков-Карапапаков Украины

## Герб, флаг и символика Национального Совета Тюрков-Карапапаков Украины
- Герб Национального Совета Тюрков-Карапапаков Украины

Первый герб Национального Совета Тюрков-Карапапаков Украины был утвержедн 19 июля 2012 году на первом заседании Президиума НСТКУ.
Герб НРТКУ представляет собой четырёхугольный геральдический щит с острым основанием, и выполнен в красном и голубом цветах. В цветном изображении герба крылатый барс и его крылья — белого цвета, обрамление герба — золотистого цвета. Золотистый цвет на обрамлении герба — цвет славы, неизбежной победы и совершенства. Голубой цвет символизирует Тюркский мир, а также означает чистоту помыслов, разум и постоянство. Красный цвет на гербе НРТКУ означает успех, силу, мужество, могущество, справедливость, богатство.
Сверху герба полоса голубого цвета где в центре голубой полосы,- над изображением белого крылатого барса изображен древнейший тюркский символ Тенгри (Бога). Символ Тенгри олицетворяет функции защиты, дарование жизненной силы, мира, благополучия, воинской удачи, покровительство человечеству и добру.
Центральный символ герба — Белый крылатый барс. Основной символ всех Тюрков карапапаков Белый крылатый барс — покровитель Тюрков карапапаков мира и всех тюркских народов кипчакского происхождения. Изображенный в центре герба НРТКУ — Белый крылатый барс, смотрит влево, а девять перьев Белого крылатого барса означают — иерархию, всемогущество, исполнение, достижение, начало и конец, целое, гармония, полнота, рай на земле; постижение, духовное совершенство, совершенство идеи, жизнь, борьба за существование. Крылья белого барса свидетельствуют о чистых помыслах и стремлении к совершенствованию и развитию, достижению гармонии в обществе, с природой и мировой цивилизацией. Барс, изображенный на гербе, делает шаг правой ногой. «Шаг правой ноги» означает доброе начало движения (дела) организации по пути развития. Острые зубы и когти барса означают его способность постоять за себя и за тех, кому он покровительствует, кого защищает. Положение хвоста барса означает дружелюбие.
В основании герба расположены 8 восьмиконечных звезд. Число восемь означает силу, энергию, целеустремленность и вечность. Сильнейшая энергия этого числа символизирует бесконечность.
- Флаг Национального Совета Тюрков-Карапапаков Украины[11]

Флаг Национального Совета Тюрков-Карапапаков Украины был утвержедн 17 июля 2012 году на заседании Президиума НСТКУ.
Флаг Национального Совета Тюрков Карапапаков Украины является символом, отражающим историю, национальные корни и традиции Тюрко-Карапапакського народа.

## Состав и организационная структура
| Центральные структуры НСТКУ | Центральные структуры НСТКУ                                                                                         | Центральные структуры НСТКУ             | Центральные структуры НСТКУ |
| Центральные органы ВО НСТКУ | Состав | Руководитель                            | Местонахождения             |
| --- | --- | --------------------------------------- | --------------------------- |
| Президиум ВО НСТКУ - Ганиев, Хагани - Гасанов, Джейхун - Гнатюк, Виктория - Гнатюк, Сергей - Гунько, Наталья - Гюльахмедов, Неймат - Гюльмамедов, Дашгын - Кардашов, Дмитрий - Коваленко, Юлия - Манько, Ирина - Никитина, Светлана - Солод, Ирина - Цокало, Татьяна - Халилов, Вилаят - Шаповал, Анна | Председатель Президиума - Гнатюк, Сергей Заместитель председателя Президиума - Халилов, Вилаят Секретарь Президиума | - г. Винница, Украина                   |                             |
| Секретариат ВО НСТКУ | - Коваленко, Юлия - Гюльахмедов, Неймат - Гнатюк, Виктория                                                          | Генеральный секретарь - Коваленко, Юлия | - г. Киев, Украина          |
| Центральный Контрольный Комитет ВО НСТКУ | - Цокало, Татьяна - Наливка,Татьяна - Сулейманов, Сулейман                                                          | Председатель ЦКК - Цокало, Татьяна      | - г. Полтава, Украина       |
| Главная канцелярия ВО НСТКУ | | Директор - Врублевская, Альена          | - г. Киев, Украина          |
| Департамент организационного развития ВО НСТКУ | |                                         | - г. Винница, Украина       |
| Департамент международных связей ВО НСТКУ | | Глава - Гнатюк, Виктория                | - г. Винница, Украина       |
| Департамент информации ВО НСТКУ | | Глава - Никитина, Светлана              | - г. Киев, Украина          |
| Институт Политического Прогнозирования и Управления ВО НСТКУ | | Директор - Солод, Ирина                 | - г. Харьков, Украина       |
| Центр Исторических Исследований ВО НСТКУ | | Директор - Исмаил, Хагани               | - г. Киев, Украина          |

## Региональные организации
| Региональные структуры НСТКУ                     | Региональные структуры НСТКУ | Региональные структуры НСТКУ                                                                        | Региональные структуры НСТКУ         |
| Областные организации                            | Местонахождения              | Председател                                                                                         | Дата основания областной организации |
| ------------------------------------------------ | ---------------------------- | --------------------------------------------------------------------------------------------------- | ------------------------------------ |
| Харьковская областная организация ВО НСТКУ       | - г. Харьков                 | - Ханалиев, Рамиль (2012—2016) - Солод, Ирина (2016 — н.в.)                                         | 6 августа 2012                       |
| Черниговская областная организация ВО НСТКУ      | - г. Чернигов                | - Ханалиев, Самир (2012—2015) - Алиев, Ибрагим (2015—2016) - Фаталиев, Саид (2016- н.в.)            | 10 августа 2012                      |
| Винницкая областная организация ВО НСТКУ         | - г. Винница                 | - Ибрагимов, Виталий (2012—2014) - Юзвенко, Исгендер (2014—2016) - Гнатюк, Виктория (2016 — н.в)    | 20 сентября 2012                     |
| Одесская областная организация ВО НСТКУ          | - г. Одесса                  | - Гюльахмедов, Камран (2012—2015) - Гюльахмедов, Неймат (2015—2016) - Гунько, Наталья (2016 — н.в.) | 21 сентября 2012                     |
| Киевская областная организация ВО НСТКУ          | - г. Киев                    | - Цехановская, Катерина (2013—2016) - Бабаев, Джаваншир (2016 — н.в.)                               | 11 марта 2013                        |
| Николаевская областная организация ВО НСТКУ      | - г. Николаев                | - Гюльахмедов, Неймат (2013—2015) - Гаджиев, Бахтияр (2015 — н.в.)                                  | 25 апреля 2013                       |
| Крымская Республиканская организация ВО НСТКУ    | - г. Геническ                | - Мельской, Виктория (2013—2016) - Оливиенко, Юлия (2016 — н.в.)                                    | 20 июля 2013                         |
| Львовская областная организация ВО НСТКУ         | - г. Львов                   | - Алиев, Музаффар (2014—2016) - Бурак. Олеся (2016 — н.в.)                                          | 7 июля 2013                          |
| Киевская городская организация ВО НСТКУ          | - г. Киев                    | - Гюльмамедов, Дашгын (2013—2016) - Врублевская, Альена (2016 — 2018) - Коваленко, Юлия (2018-н.в.) | 20 августа 2013                      |
| Севастопольская городская организация ВО НСТКУ   | - г. Геническ                | - Микиев, Атеш (2014 — н.в.)                                                                        | 25 августа 2013                      |
| Житомирская областная организация ВО НСТКУ       | - г. Бердичев                | - Гнатюк, Сергей (2014 — н.в.)                                                                      | 15 сентября 2014                     |
| Закарпатская областная организация ВО НСТКУ      | - г. Ужгород                 | - Гасанов, Джейхун (2014- н.в.)                                                                     | 15 сентября 2014                     |
| Черновицкая областная организация ВО НСТКУ       | - г. Черновцы                | - Алиев, Джамил (2014—2016) - Доцяк, Параскева (2016 — н.в.)                                        | 15 сентября 2014                     |
| Запорожская областная организация ВО НСТКУ       | - г. Запорожье               | - Магеррамова, Гюльзар (2014—2015) - Магеррамов, Улфет (2015—2016) - Халилов, Вилаят (2016- н.в.)   | 16 сентября 2014                     |
| Донецкая областная организация ВО НСТКУ          | - г. Бахмут                  | - Онуфрейчук, Исгендер (2014 — н.в.)                                                                | 17 сентября 2014                     |
| Хмельницкая областная организация ВО НСТКУ       | - г. Хмельницкий             | - Юсубов, Камандар (2014—2016) - Ганиев, Хагани (2016 — н.в.)                                       | 1 октября 2014                       |
| Полтавская областная организация ВО НСТКУ        | - г. Полтава                 | - Кищинец, Лариса (2014—2015) - Цокало, Татьяна (2015 — н.в.)                                       | 2 октября 2014                       |
| Луганская областная организация ВО НСТКУ         | - г. Северодонецк            | - Казимова, Альона (2014—2016)                                                                      | 3 октября 2014                       |
| Днепропетровская областная организация ВО НСТКУ  | - г. Днепр                   | - Азизова, Елмира (2015—2016) - Никитина, Светлана (2016- н.в.)                                     | 10 октября 2015                      |
| Черкасская областная организация ВО НСТКУ        | - г. Черкассы                | - Манько, Ирина (2016 — н.в)                                                                        | 3 июня 2016                          |
| Сумская областная организация ВО НСТКУ           | - г. Ахтырка                 | - Мамедов, Паша (2016- н.в.)                                                                        | 3 июня 2016                          |
| Кировоградская областная организация ВО НСТКУ    | - г. Кропивницкий            | - Кардашов, Дмитрий (2016- н.в.)                                                                    | 10 июля 2016                         |
| Тернопольская областная организация ВО НСТКУ     | - г. Тернополь               | - Максимчук (Хорохорина), Наталья (2017- н.в.)                                                      | 20 января 2017                       |
| Волынская областная организация НСТКУ            |                              | |                                      |
| Ровненская областная организация ВО НСТКУ        |                              | |                                      |
| Ивано-Франковская областная организация ВО НСТКУ |                              | |                                      |

### Постоянные представительства Национального Совета Тюрков-Карапапаков Украины за границей
- Постоянное представительства ВО НСТКУ в Вашингтоне (США) (дата создания 2012 г.)
- Постоянное представительства ВО НСТКУ в Анкаре (Турция) (дата создания 2013 г.)
- Постоянное представительства ВО НСТКУ в Стамбуле (Турция) (дата создания 2013 г.)
- Постоянное представительства ВО НСТКУ в Карсе (Турция) (дата создания 2014 г.)
- Постоянное представительства ВО НСТКУ в Бурсе (Турция) (дата создания 2013 г.)
- Постоянное представительства ВО НСТКУ в Баку (Азербайджан) (дата создания 2012 г.)
- Постоянное представительства ВО НСТКУ в Марнеули (Грузия) (дата создания 2013 г.)
- Постоянное представительства ВО НСТКУ в Астане (Казахстан) (дата создания 2015 г.)

## Руководители центральных органов

### Председатели НСТКУ
- Дашгын Гюльмамедов 17 июня 2012 — 8 апреля 2017
- Гнатюк, Сергей и. о. с 8 апреля 2017 — 18 апреля 2017
- Дашгын Гюльмамедов с 18 апреля 2017

### Председатели Президиума НСТКУ
- Гюльмамедли, Айсу 18 июля 2012 — 22 февраля 2013
- Исмайыл, Хагани 22 февраля 2013 — 10 апреля 2014
- Казимова, Альена 10 апреля 2014 — 5 января 2015
- Гнатюк, Сергей 5 января 2015 — 10 мая 2016
- Халилов, Вилаят 10 мая 2016 — 19 июля 2016
- Гнатюк, Сергей 19 июля 2016 — 15 декабря 2020
- Хамраева, Нигара 15 декабря 2020 - 24 декабря 2020
- Гнатюк, Сергей 24 декабря 2020 -

### Генеральный секретари НСТКУ
| Фамилия, Имя, Отечества    | Должность                          | В должности                       |
| -------------------------- | ---------------------------------- | --------------------------------- |
| Исмаил, Хагани Нейман оглы | Генеральный секретарь НСТКУ        | 18 июля 2012 — 22 февраля 2013    |
| Гасанов, Теймур            | Генеральный секретарь НСТКУ        | 23 февраля 2013 — 20 декабря 2013 |
| Казымова, Альена           | Генеральный секретарь НСТКУ        | 20 декабря 2013 — 10 апреля 2014  |
| Гасанов, Теймур            | Генеральный секретарь НСТКУ        | 15 апреля 2014 — 26 ноября 2014   |
| Казымова, Альена           | И. о. Генерального секретаря НСТКУ | 10 апреля 2014 - 15 апреля 2014   |
| Онуфрейчук, Исгендер       | Генеральный секретарь НСТКУ        | 26 ноября 2014 — 6 января 2015    |
| Магеррамов, Улфет          | Генеральный секретарь НСТКУ        | 6 января 2015 — 10 мая 2016       |
| Гнатюк, Сергей             | Генеральный секретарь НСТКУ        | 10 мая 2016 — 19 июля 2016        |
| Бабаев, Джаваншир          | Генеральный секретарь НСТКУ        | 19 июля 2016 — 8 апреля 2017      |
| Гюльахмедов, Неймат        | И. о. Генерального секретаря НСТКУ | 8 апреля 2017 - 10 мая 2017       |
| Гунько, Наталья            | Генеральный секретарь НСТКУ        | 10 мая 2017 - 4 сентября 2018     |
| Гюльахмедов, Неймат        | И. о. Генерального секретаря НСТКУ | 4 сентября 2017 - 4 ноября 2018   |
| Коваленко, Юлия            | Генеральный секретарь НСТКУ        | 4 ноября 2018 - 7 декабря 2020    |
| Хамраева, Нигара           | Генеральный секретарь НСТКУ        | 7 декабря 2020 - н.в.             |

### Председатели Центрального Контрольного Комитета НСТКУ
| Фамилия, Имя, Отечества | Должность              | В должности                      |
| ----------------------- | ---------------------- | -------------------------------- |
| Гнатюк, Сергей          | Председатель ЦКК НСТКУ | 19 июля 2012 — 10 апреля 2014    |
| Гюльахмедов, Неймат     | Председатель ЦКК НСТКУ | 10 апреля 2014 — 27 июля 2014    |
| Магеррамов, Улфет       | Председатель ЦКК НСТКУ | 27 июля 2014 — 5 января 2015.    |
| Цокало, Татьяна         | Председатель ЦКК НСТКУ | 5 января 2015 — 25 декабря 2015. |
| Алиев, Музаффар         | Председатель ЦКК НСТКУ | 26 декабря 2015 — 4 июня 2016.   |
| Цокало, Татьяна         | Председатель ЦКК НСТКУ | 4 июня 2016 — до сих пор.        |

## Награды НСТКУ
- Орден "Звезда Тенгри" - Высшая награда НСТКУ. Учреждено 10 декабря 2018 года.
- Орден "Белого Барса" - Высший Орден НСТКУ. Учреждено  20 апреля 2014 года.
- Орден "За выдающиеся заслуги" - Высший Орден НСТКУ. Учреждено 3 апреля 2017 года.
- Медаль "5 лет НСТКУ" - Юбилейный медаль к 5-летию НСТКУ. Учреждено 6 мая 2017 года.